# Emer
Emer – w mitologii celtyckiej była żoną Cúchulainna. 
Dała mu wiele trudnych zadań do wykonania, bo bardzo chciał spędzić z nią noc. Uważała, że skoro jest bardzo piękna, to jest tego warta. Cuchulainn przystał na jej warunki. W innej wersji, w pochodzącej z ósmego wieku Bricriu's Feast, została ona ukazana jako żona Cuchulainna o imieniu Eimher Pięknowłosa (ang. Eimher of the Beautiful Hair) i córka Forghalla Zwinnego (ang. Forghall the Dexterous). W tej wersji mitu Cuchulainn  ujrzał ją po raz pierwszy w czasie swego pobytu na dworze najwyższego króla Irlandii w Tarze. Ojciec Emer, naczelnik klanu Meathu był przeciwny małżeństwu. Aby się go pozbyć nakazał mu wyruszyć w podróż w celu udoskonalenia rzemiosła wojennego i po jego powrocie miał dopiero rozważyć czy Cuchulainn będzie mógł zostać jego zięciem. Cuchulainn sprostał wyzwaniu i powrócił po rękę dziewczyny. Zanim doszło do zaręczyn bohater musiał przejść jeszcze jedną próbę - zaatakować potężnie ufortyfikowany zamek Fogalla. Emer była zakochana bez pamięci w swoim przystojnym mężu, ale w ich małżeństwie także nie brakowało kłopotów, gdyż ulsterski bohater podobał się wielu kobietom. Przed ostatnią bitwą Cuchulainna z królową Medb, Emer próbowała przekonać męża aby pozostał w zamku Emain Macha, siedzibie króla Conchobara MacNessy i nie wyruszał samotnie do boju. Wsiadł na rydwan myśląc ciągle o prośbie swojej ukochanej jednak wrogie mu wiedźmy, córki Calatina rzuciły na niego czar, który uniemożliwiał podjęcie mu innej decyzji.